# ㅍㅍㅅㅅ
ㅍㅍㅅㅅ(프프스스, PPSS)는 대한민국의 인터넷 잡지(큐레이션 매거진)이다. 2012년 12월 슬로우뉴스의 필진으로 활동하던 IT기획자 이승환과 딴지일보 출신 아츠히로가 술자리에서 즉흥적으로 만들었으며, 이승환과 함께 슬로우뉴스 필진이던 한의사 임예인과 당시 레진닷컴에 칼럼을 기고하던 신림동 캐리가 합류해 '과도한 정파성에 빠져 자의적 판단을 해버리는 기존 미디어'에 대항하는 컨셉으로 운영했다. 전문성, 객관성, 유머를 모토로, 각 분야 전문가 60여 명으로 구성된 필진의 글을 편집, 큐레이션하여 제공한다. 2012년 대선후보들을 분석한 대선특집이 특히 인기를 끌었다.
사이트의 이름에 대해 폭풍설사, 편파시사, 팝핀세상 같은 다양한 해석이 나오지만 아무 뜻이 없으며, 그저 테스트용으로 쓰던 도메인 주소가 ppss.kr였기 때문이라고 한다.
ㅍㅍㅅㅅ의 영향력은 중소 언론사 정도로, 하루 페이지뷰는 1만 5천 건가량(2013년 5월 기준)이며, 페이스북 구독자는 1만 6천여 명(2014년 1월), 랭키닷컴 인터넷뉴미디어분야 순위는 10위 (2014년 1월 기준)이다.